# 錫蘭 (明尼蘇達州)
錫蘭（英語：Ceylon，/ˈseɪlɒn/）是一個位於美國明尼蘇達州馬丁縣的城市。

## 歷史
錫蘭於1899年成立，同年設立營運至今的郵局。此地原定名為錢哈森（Chanhassen），但由於州內已有同名的城市而須重新命名。當官員走到一家雜貨店看到店主賣錫蘭茶後靈機一動，便以錫蘭來命名此地。錫蘭為斯里蘭卡的前稱，當時斯里蘭卡為英國的殖民地。

## 人口
根據2020年美國人口普查的數據，錫蘭的面積為1.34平方千米，皆為陸地。當地共有人口303人，而人口密度為每平方千米226人。